# Сорокин, Анатолий Петрович
Анато́лий Петро́вич Соро́кин (род. 12 августа 1935, Хабаровск, СССР) — советский и российский учёный-геолог. Руководитель лаборатории палеогеографии и природопользования 	
Института геологии и природопользования ДВО РАН, доктор геолого-минералогических наук, профессор, член-корреспондент РАН (1997).

## Биография
В 1958 году закончил Иркутский горно-металлургический институт по специальности «геология и разведка месторождений полезных ископаемых». По окончании работал старшим коллектором, геологом, начальником партий, главным геологов в Дальневосточном геологическом управлении. В 1979—1981 годах — старший научный сотрудник Украинского государственного НИПИ нефтяной промышленности (Киев).
В 1981 году вернулся на Дальний восток, где стал заведующим лабораторией, а также заместителем директора Амурского комплексного научно-исследовательского института АмурНЦ ДВО РАН. Занимается палеографией, минерагенией и тектоникой мезозойско-кайнозойских структур Дальнего Востока. С 1992 года — первый заместитель председателя Амурского научного центра Дальневосточного отделения РАН. С 1994 года — директор отделения региональной геологии и гидрогеологии Амурского научного центра ДВО РАН.
Доктор геолого-минералогических наук (1990), профессор (1993).
С 30 мая 1997 года — член-корреспондент РАН, Отделение наук о Земле РАН, секция геологии, геофизики, геохимии и горных наук в Дальневосточном региональном отделении.
В 2005—2007 — директор-организатор Института геологии и природопользования ДВО РАН.

## Семья
Женат. Двое детей: 
- Сорокин, Андрей Анатольевич — д.г.-м.н., член-корреспондент РАН (2019), директор Института геологии и природопользования ДВО РАН
- Сорокин, Алексей Анатольевич — к.т.н., директор Вычислительного центра ДВО РАН[2]

## Награды и премии
- Орден Дружбы (1999) за вклад в международные научные связи

## Членство в организациях
- Член-корреспондент Академии инженерных наук
- Член Международной академии минеральных ресурсов